# Itabaiana (Sergipe)
Itabaiana is een gemeente in de Braziliaanse deelstaat Sergipe. De gemeente telt 95.196 inwoners (schatting 2017).

## Aangrenzende gemeenten
De gemeente grenst aan Areia Branca, Campo do Brito, Frei Paulo, Itaporanga d'Ajuda, Macambira, Malhador, Moita Bonita en Ribeirópolis.

## Geboren in Itabaiana
- Clodoaldo Tavares de Santana (1949), voetballer